# Sint-Augustinuskerk (Amsterdam-Noord)
De Sint-Augustinuskerk is een voormalige rooms-katholieke kerk aan de Nieuwendammerdijk in Nieuwendam in Amsterdam-Noord.